# 小信号模型
小信号模型（英語：Small-signal modeling）是电子工程中的一项常用的分析模型，即利用线性方程来近似计算非线性元件的性质。二极管的计算就是一个典型的例子。流经二极管的电流I与电压V之间的关系具有非线性关系：
{\displaystyle I_{D}=I_{S}e^{V_{D}/nV_{T}}}
其中：
{\displaystyle I_{D}}：經由二極體上之電流
{\displaystyle I_{S}}：飽和電流
{\displaystyle V_{D}}：二極體上之電壓
{\displaystyle V_{T}}：電壓，又稱溫度伏特當量或电压当量
{\displaystyle n}：理想因子，1<n<2
在現有的电子电路中，非线性元件被避免使用，因为它们在输入信号达到一定幅度的情况下可能产生失真。大信号和小信号都是相对的概念。对于不同的电路，小信号的实际幅度是不同的。